# ステレオフォニックス
ステレオフォニックス (英語: Stereophonics) は、ウェールズのロックバンド。1999年のセカンドアルバム『パフォーマンス・アンド・カクテルズ』から6作目の『プル・ザ・ピン』まで5作連続で全英1位を獲得するなど、セールス面で2000年代を代表するイギリスのロックバンド。地元ウェールズでは城を使ったライブを行うなど英国圏ではスタジアム級の動員を誇る。
UKで9枚のNo.1、Top10に計10枚のアルバムを送り込み、23ものプラチラム・セールス・アウォードを記録。UKのみで850万枚以上のアルバム・セールスを誇り、BRITノミネート計5回、受賞1回。骨太ながらも美しいメロディ、ケリーの温かみのあるハスキーなヴォーカルで人気のロックバンド。

## メンバー

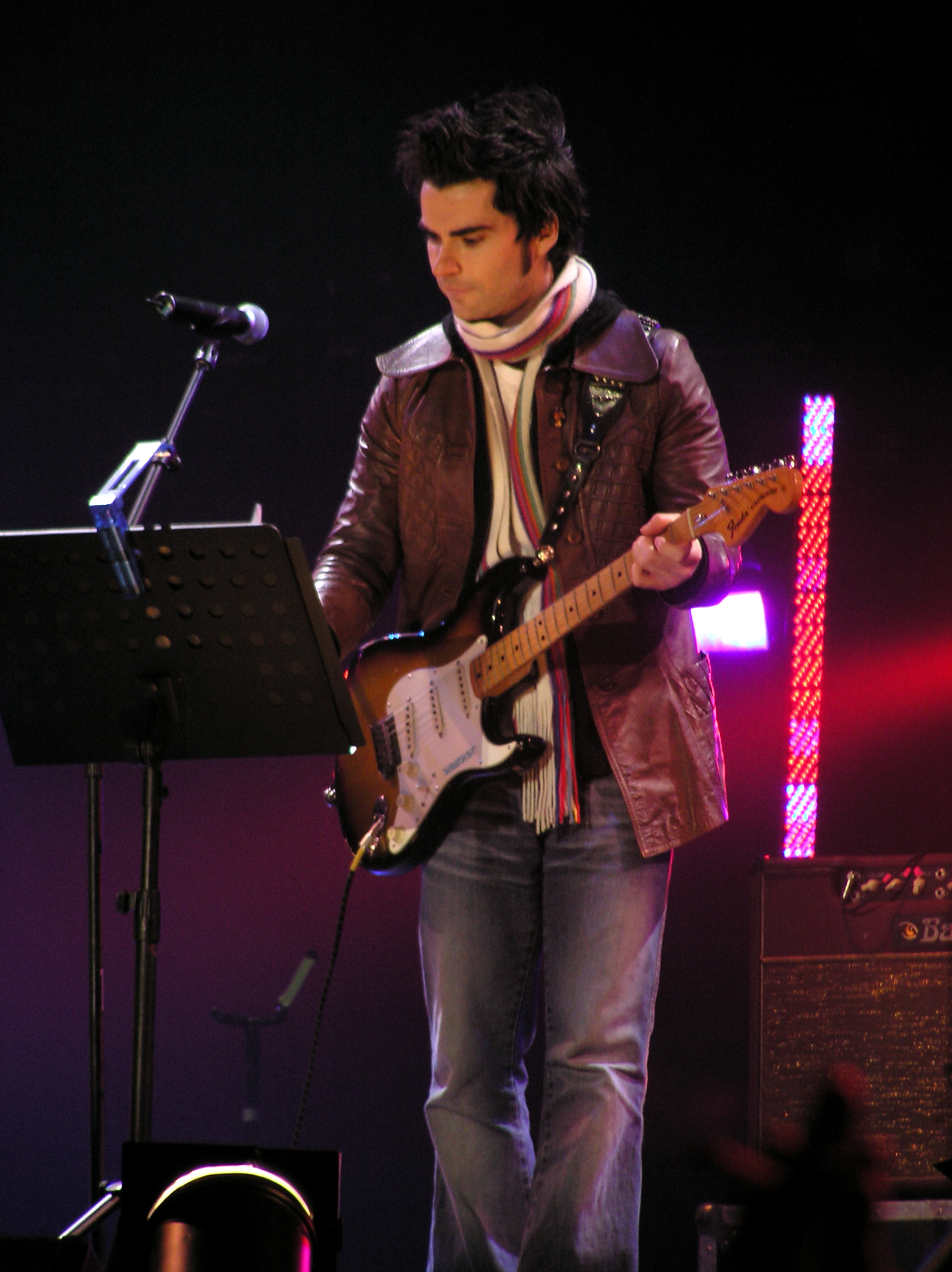
ボーカルのケリー・ジョーンズ

- ケリー・ジョーンズ（1974年6月4日 - ) Kelly Jones/ボーカル、ギター
- リチャード・ジョーンズ（1974年5月23日 - ) Richard Jones/ベース
ケリーと血縁関係はない。
- ジェイミー・モリソン（1984年6月30日 - ) Jamie Morrison/ドラム 
2012年加入。
- アダム・ジンダーニ（1972年3月5日 - ) Adam Zindani/ギター、バック・ボーカル 
2006年からツアーメンバーとしてバンドに帯同。2008年に正式メンバーとして加入。

### 元メンバー
- スチュアート・ケーブル（1970年5月10日 - 2010年6月7日) Stuart Cable/ドラム

オリジナルメンバー。2003年にアルコールとドラッグの問題により脱退。2010年6月7日にウェールズ南部の自宅で死去。
- ハヴィエ・ウェイラー（1975年7月3日 - ) Javier Weyler/ドラム 
アルゼンチン出身、2005年加入。2012年7月脱退。

## 歴史

### バンド結成
1992年、南ウェールズの小さな田舎町・カマーマンにて、幼馴染であったケリー、リチャード、スチュアートの3人によって結成される。幾多のバンド名で活動したのち、バンド名は、スチュアートの家で使っていた蓄音機のメーカー名“ステレオフォニックス”から拝借したもの。当時はメンバーも子供でよくあるアマチュアバンドにすぎなかった。

### デビュー〜『ワード・ゲッツ・アラウンド』
1996年、インディーズでのライブ活動が徐々に評判となりだしたフォニックスのもとに、ヴァージン・アトランティック航空の総裁リチャード・ブランソンが新設したV2レコードの第1弾アーティストとしての契約話が舞い込む。
V2と契約したバンドは、1997年、シングル「ローカル・ボーイ・イン・ザ・フォトグラフ」でメジャーデビュー。続く3枚のシングルはリリースごとに少しずつチャート上位にランクインしていき、1stアルバム『ワード・ゲッツ・アラウンド』は初登場で6位にチャートイン。そのまま100万枚を売り上げてゴールド・ディスク獲得の大ヒットとなった。翌年のブリット・アワードでは最優秀新人賞を受賞するなど、ブリットポップブームが終息に向かい出していた当時にあっては、期待の大型新人として迎えられた。
また、ヘヴィ・メタルの有力専門誌「ケラング!」誌においても最優秀ブリティッシュ・バンドを受賞（しかし当のメンバーもそのファンベースもバンド自体を「メタルバンド」とは認識しておらず、なぜか「ケラング!」誌に載ってしまったことが滑稽であったという）。
同6月には、地元ウェールズのカーディフ城にて1万人を集める凱旋ライブを開催。

### 『パフォーマンス・アンド・カクテルズ』
1stアルバムの好評をうけてデビューシングルの「ローカル・ボーイ～」を再リリースすると（全英15位）、1999年春には早くも2ndアルバム『パフォーマンス・アンド・カクテルズ』を発表し初登場1位を獲得。その後もアルバムは1年近くチャートインし続けるロングヒットとなってプラチナム・セールスを記録し、シングルカットされた5曲もヒットした。中でも先行シングルとなった「ザ・バーテンダー・アンド・ザ・スィーフ」（全英3位）は初期の代表曲となっている。
同年7月には地元のモーファ・スタジアムに5万人を集めた単独ライブを開催した。

### 『J.E.E.P』
デビューからセカンドアルバムの大成功にいたるまで、バンドは休むことなく活動を続けていたが、延々と続く世界ツアーによるメンバーの疲労困憊は極限に達しつつあった。一時はバンド解散も取りざたされた中で製作された3rdアルバム『ジャスト・イナフ・エデュケーション・トゥ・パフォーム』（それぞれの単語の頭文字をとって「ジープ」と呼ばれる。実際、バンド側もそのようにアルバムタイトルを命名するつもりであったが、自動車ブランドジープとの商標上の兼ね合いから、あくまでも通称扱いとなっている）は、そんなメンバーの心情を色濃く反映したダークで内省的な仕上がりとなった。
特に、先行シングルの「ミスター・ライター」（全英5位）は、バンドを取り巻くマスコミを直接的に風刺した曲であったためメディア筋からは当然批判的なレビューで迎えられたが、それでもアルバムは1位を獲得し、2作連続のミリオンセラーでプラチナ・ディスクの大ヒットとなった。
また同2001年は、アッシュ、ブラック・クロウズをサポートに起用したカー・レース場ライブに14万人を動員し、続けてダブリンはスレーン城での8万人ライブを敢行するなど、大規模公演を連続実施した。翌年には英国最大のグラストンベリー・フェスティバルにてヘッドライナーを務めた。

### 『ユー・ガッタ・ゴー・ゼア・トゥ・カム・バック』
2003年、4作目『ユー・ガッタ・ゴー・ゼア・トゥ・カム・バック』を発表。前作からみせていたアメリカン・ルーツ・ミュージックへの傾倒をより強め、さらにゴスペルやサザン・ロック色への接近を顕著にしたが、前作にあったダークさはやや薄れ、テンポを抑えつつもポジティブな空気で覆われたブルースアルバムともいえる成熟した雰囲気のアルバムとなっている。このアルバムからは「メイビー・トゥモロー」（全英3位）などのヒット・シングルが生まれた。
しかし、このアルバムリリースに伴う世界ツアー途中、9月の北米ツアーの最中にドラマーのスチュアートが突如脱退する事態が起こる（この件に関してバンドは多くを語らないが、病気と称してはバンド活動の無断欠席を繰り返すスチュアートをバンド側が解雇したとも言われている）。
その後、ブラック・クロウズのスティーブ・ゴーマンを代役に起用して何とかツアーは続行された。

### 『ランゲージ・セックス・ヴァイオレンス・アザー?』
その後しばらくバンドはドラムマシンなどを置いていたが、2004年末にアルゼンチン出身のハヴィエを正式なドラマーとして迎え入れ、従来通りのスリーピース・バンドとして活動を再開する。
そして翌2005年3月、通算5枚目となる『ランゲージ・セックス・ヴァイオレンス・アザー?』を発表。このアルバムではパワフルな躍動感が目立ち、前2作にみられた作風からは大きく転換したものとなった。
同作からの1stシングルである「ダコタ」はバンド初となるシングルチャート初登場1位とダウンロードチャートでも1位を記録。さらに「スーパーマン」（全英13位）や「デヴィル」（全英11位）など、これまでのアルバムには見られなかった作風の楽曲も多く披露され、バンドにとって新境地を拓いたともいえる作品となった。

### 『プル・ザ・ピン』
バンドデビュー10周年を迎えた2007年、前作からわずかのスパンで製作された6作目『プル・ザ・ピン』を発表。アップテンポな曲からバラードナンバーまで緩急を自在に使い分けた「過去5作の良い部分がうまくミックスされた自信作」とメンバーが口を揃える集大成的な仕上がりとなった。この作品も全英1位を獲得し、これで5作連続のアルバムチャート1位となった。このツアーからのちのメンバーとなるリードギターのアダムが参加した

### 『キープ・カーム・アンド・キャリー・オン』
前作『プル・ザ・ピン』を機に、初のベスト盤（全英2位）発売を挟んでキャリア10年に一区切りつけたバンドは、サポートギタリストのアダムを正式なメンバーとして迎え入れ4人組編成となった。
2009年にはワイト島フェスティバルのヘッドライナーを務めるなど各地で精力的なライブ活動を展開しつつ、ケリー曰く「新人バンドが挑むデビューアルバムのつもりで制作した」という7作目『キープ・カーム・アンド・キャリー・オン』を同年暮れに発表。今までになくフレッシュな音使いが際立つポップで洗練された仕上がりとなった本作は、チャートアクションこそ2ndアルバム以来続いていた連続1位記録が途切れる全英11位という結果であったものの、ゴールド・ディスク獲得という成績を残した。

### 『グラフィティ・オン・ザ・トレイン』
2013年、スレテオフォニックスの8枚目のスタジオアルバム。オアシスのギャラガー兄弟のマネジメント/レーベルに移籍してから第1弾となるアルバム。 
2012年7月にバンドを去ったハヴィエ（Dr）が参加した最後のアルバムでもある。
自分たちのスタジオで作られ、彼らのレコード会社・独自レーベルから発売になった今作は”新しいスタート”だそうで、これまでの、パワフルで骨太・ストレートなロックンロールのいわゆる”ステフォ路線”とは一線を画する1枚。
全英初登場3位。 （連続34週チャート・イン）、年間チャート24位、プラチナ獲得という13年度UKのベスト・ロングセラー作品の1枚となった。
この年SUMMER SONIC2013に出演し東京公演では元oasisのリアム率いるBEADY EYEのギターのゲムが怪我のため来日キャンセルとなり出番が変わりステレオフォニックスがマウンテンステージのトリを見事に務めた。

### 『キープ・ザ・ヴィレッジ・アライヴ』
2015年、レーベル移籍第2弾。デビュー20周年を目前に控えた、通算9作目。初登場で再び全英1位を獲得した。アルバムチャート1位はこれで6作となった。

### 『スクリーム・アバヴ・ザ・サウンズ』
2017年、11月3日発売。レーベル移籍第3弾、通算10作目となるアルバム。パーロフォンからも併せてリリースされた。
勝手知ったるプロデューサーのJim Lowe（ジム・ロウ）を迎えバンドの本拠地であるウェスト・ロンドンにて主にレコーディングがなされ、ブリュッセルにあるICP Studiosにて行われたキープ・ザ・ヴィレッジ・アライヴの際のセッションなどを加えて完成された。
このアルバムを制作するにあたり、Vo.のケリーは、“街中に蔓延っている不安な感情に我々が立ち向かえるような、ビッグなアンセム・ソング”を書きたかったという。
アルバムからの1st Single「オール・イン・ワン・ナイト」は、まさしくバンドのメランコリックな側面がダイレクトに表出した一曲。夜の高速道路を想起させるような、コンスタントなミッド・テンポ・リズム…ドイツの映画監督であるセバスティアン・スキッパーの作品「ヴィクトリア」（約140分をワンカットで捉えた衝撃作）に影響を受けているというこの楽曲は、中国に予期せぬ滞在をしている際にケリーが作曲をはじめ、ロンドンに戻ったのちに完成されたという。
「オール・イン・ワン・ナイト」が完全なるフィクションである一方、「ビフォア・エニワン・ニュー・アワ・ネーム」は、バンドのオリジナル・メンバーであったスチュアート・ケーブル（drum）を亡くしたことを歌った楽曲。
「この歌を聴いてると、やっぱりスチュアートと過ごした日々を思い出すよ。僕らがバンドを始めた時のこととか、彼とやったすべてのこと、要するにバンドのヒストリーのことだよね。（リチャード）」。
「オン・ア・バイク」についてはケリーは「僕は小さな街に生まれ育って、そこは真っ白な雪のブランケットの上を自転車で走る、みたいなとってもフリーダムな環境だったんだ。この曲はまさにそんな感じで、なにかぴりぴり張りつめているときとかに自分を落ち着かせるときに思い出す、その景色なんだ」
今作は全英初登場2位　UKではゴールドディスクを獲得した。

### 『カインド』
2019年、レーベル移籍第4弾、通算11作目となるアルバム。全英1位を獲得し、アルバムチャート1位はこれで7作となった。
2017年『スクリーム・アバヴ・ザ・サウンズ』以来の新作となる今作『カインド』は、たった11日間で最低限のスタジオ機材を以て全曲レコーディングされた。この作品について、フロントマンのケリーは「オーヴァーダブすることなく、瞬間を切り取った作品、希望にあふれた、正直なアルバム」と形容している。アルバムのプロデュースを手掛けるのは、ケリー・ジョーンズと、ジョージ・ドラコウリアス / George Drakoulias (Tom Petty & The Heartbreakers, Screaming Trees, Primal Scream)。

### 『ウーチャ！』
2022年、レーベル移籍第5弾、通算12作目となるアルバム『Oochya! (ウーチャ!)』2022年3月4日発売 。アルバムタイトルはケリーやメンバーがスタジオでいつも使っていた言葉で、“よっしゃあ、やろうぜ！” という意味から。
日本では2015年の９作目『Keep The Village Alive』のリリース以来６年半ぶりにソニーミュージックに復帰してのリリースとなる。 

『 (Make 'em Laugh, Make 'em Cry, Make 'em Wait)』
2025年通算13枚目となるアルバム (Make 'em Laugh, Make 'em Cry, Make 'em Wait)をリリース。
全英1位を獲得し、アルバムチャート1位はこれで9作となった。

## ミュージシャンズ・ミュージシャンとしての一面
ステレオフォニックスは、ミュージシャンからの評判が高い。
以下は、バンド10周年の記念に関して寄せられたコメントである。
- 「アメイジングなバンドだよ。活力に満ちている。黒いサングラスもキマっているしね!」──ボノ(U2)
- 「昔の自分を思い出すね」──トム・ジョーンズ
- 「常に音楽的な進化を見せている。融合もある。初期のザ・フーに似ているよ。」──ロジャー・ダルトリー(ザ・フー)
- 「最高のバンドの条件がすべて揃っている」「“ハンドバッグス・アンド・グラッドラグス”のカヴァーなんて、俺たちのオリジナルよりずっといいよ」 ──ロン・ウッド(ザ・ローリング・ストーンズ)
- 「一流のバンドは歌詞も曲も最高だ。自信も名声もなくちゃいけない。やる気も、だ。あの3人にはそれがある。パワーがある。完璧なバンドだね。正統派ロック・バンドだ」──ジミー・ペイジ
- 「デビュー作をもらって凄い！と思ったよ。特に歌詞が気に入った。小さな町の匂いがしたんだ。こんな言い方はしたくないけど、ザ・ジャムの歌詞を思い出させたね。」──ポール・ウェラー

また、ジャズ／フュージョンミュージシャンのリー・リトナーは、2012年11月リリースの最新アルバム「Rhythm Sessions」で、"メイビー・トゥモロー"をカバーしている。リーは「僕には彼らのサウンドは'70年代のR&Bに聞こえる」「彼らのウェールズ・アクセントが大好きだ」と語っている。

## ディスコグラフィー

### アルバム
- ワード・ゲッツ・アラウンド (Word Gets Around)/1997年 全英6位
- パフォーマンス・アンド・カクテルズ (Performance and Cocktails)/1999年 全英1位
- ジャスト・イナフ・エデュケーション・トゥ・パフォーム (Just Enough Education to Perform)/2002年 全英1位
- ユー・ガッタ・ゴー・ゼア・トゥ・カム・バック (You Gotta Go There to Come Back)/2003年 全英1位
- ランゲージ・セックス・ヴァイオレンス・アザー? (Language. Sex. Violence. Other?)/2005年 全英1位
- プル・ザ・ピン (Pull The Pin)/2007年 全英1位
- キープ・カーム・アンド・キャリー・オン (Keep Calm and Carry On)/2009年 全英11位
- グラフィティ・オン・ザ・トレイン (Graffiti on the Train)/2013年 全英3位
- キープ・ザ・ヴィレッジ・アライヴ (Keep the Village Alive)/2015年 全英1位
- スクリーム・アバヴ・ザ・サウンズ (Scream Above the Sounds)/2017年 全英2位
- カインド (Kind)/2019年 全英1位
- ウーチャ！ (Oochya!)/2022年 全英1位
- (Make 'em Laugh, Make 'em Cry, Make 'em Wait)/2025年　全英1位

### 編集盤
- ライヴ・フロム・ダコタ (Live From Dakota)/2006年 全英13位 - ライヴ・アルバム
- ディケイド・イン・ザ・サン (Decade In The Sun: The Best Of Stereophonics)/2008年 全英2位 - ベスト・アルバム

### 日本限定盤
- ハンドバッグス・アンド・グラッドラグスEP (Handbags and Gladrags [EP])/2002年
- ユー・ガッタ・ゴー・ゼア・トゥ・カム・バック[スペシャル・エディション] /2003年 - 4thアルバムに再編集を加え、日本盤未収録のシングル「ムービースター」とDVDを追加した2枚組。

### シングル
以下の順位は主に全英チャートによる。
- 『ワード・ゲッツ・アラウンド』より
  - ローカル・ボーイ・イン・ザ・フォトグラフ (Local Boy in the Photograph)/1997年 - 51位
  - モア・ライフ・イン・ア・トランプス・ヴェスト (More Life in a Tramps Vest)/1997年 - 33位
  - サウザンド・トゥリーズ (A Thousand Trees)/1997年 - 22位
  - トラフィック (Traffic)/1997年 - 20位
  - ローカル・ボーイ・イン・ザ・フォトグラフ (Local Boy in the Photograph)/1998年 - 14位 (再リリース)

- 『パフォーマンス・アンド・カクテルズ』より
  - ザ・バーテンダー・アンド・ザ・スィーフ (The Bartender and the Thief)/1998年 - 3位
  - ジャスト・ルッキング (Just Looking)/1999年 - 4位
  - ピック・ア・パート・ザッツ・ニュー (Pick a Part That's New)/1999年 - 4位
  - アイ・ウドゥント・ビリーヴ・ユア・レディオ (I Wouldn’t Believe Your Radio)/1999年 - 11位
  - ハリー・アップ・アンド・ウェイト (Hurry Up and Wait)/1999年 - 11位

- 『J.E.E.P』より
  - ミスター・ライター (Mr. Writer)/2001年 - 5位
  - ハヴ・ア・ナイス・デイ (Have a Nice Day)/2001年 - 5位 (2008年HONDA・エアウェイブCM曲)
  - ステップ・オン・マイ・オールド・サイズ・ナインズ (Step on My Old Size Nines)/2001年 - 16位
  - ハンドバッグス・アンド・グラッドラグス (Handbags and Gladrags)/2001年 - 4位 (ロッド・スチュワートのカバー、日本盤未収録)
  - ヴェガス・トゥ・タイムズ (Vegas Two Times)/2001年 - 23位

- 『ユー・ガッタ・ゴー・ゼア・トゥ・カム・バック』より
  - マダム・ヘルガ (Madame Helga)/2003年 - 4位
  - メイビー・トゥモロー (Maybe Tomorrow)/2003年 - 3位
  - スィンス・アイ・トールド・ユア・イッツ・オーヴァー (Since I Told You It's Over)/2003年 - 16位
  - ムービースター (Moviestar)/2004年 - 5位 (日本通常盤には未収録)

- 『ランゲージ・セックス・ヴァイオレンス・アザー?』より
  - ダコタ (Dakota)/2005年 - 1位
  - スーパーマン (Superman)/2005年 - 13位
  - デヴィル (Devil)/2005年 - 11位
  - リワインド (Rewind)/2005年 - 17位

- 『プル・ザ・ピン』より
  - バンク・ホリデイ・マンデイ (Bank Holiday Monday)/2007年 - ダウンロード限定リリース
  - イット・ミーンズ・ナッシング (It Means Nothing)/2007年 - 12位
  - マイ・フレンズ (My Friends)/2007年 - 32位

- 『ディケイド・イン・ザ・サン：ベスト・オブ・ステレオフォニックス』より
  - ユア・マイ・スター (You're My Star)/2008年 - 170位

- 『キープ・カーム・アンド・キャリー・オン』より
  - イノセント (Innocent)/2009年 - 54位
  - クッド・ユー・ビー・ザ・ワン？ (Could You Be The One?)/2009年

- 『グラフィティ・オン・ザ・トレイン』より
  - イン・ア・モーメント (In a Moment)/2012年 - ダウンロード、ビニール盤限定リリース
  - インディアン・サマー (Indian Summer)/2013年 - 30位
  - グラフィティ・オン・ザ・トレイン (Graffiti on the Train)/2013年 - 44位

- 『キープ・ザ・ヴィレッジ・アライヴ』より
  - セ・ラ・ヴィ (C'est La Vie)/2015年 - 73位 ダウンロード限定リリース
  - アイ・ウォナ・ゲット・ロスト・ウィズ・ユー (I Wanna Get Lost With You)/2015年 - 78位 ダウンロード限定リリース

## 日本公演
- 1998年

Fuji Rock Festival 98
8月1日 東京ベイサイドスクエア
- 2001年

Fuji Rock Festival 01
7月27日 苗場スキー場
- 2002年

1月13日 CLUB DIAMOND HALL、1月15日 大阪MOTHER HALL、1月17日、18日 Zepp Tokyo
- 2003年

SUMMER SONIC 03
8月2日 WTCオープンエアスタジアム、8月3日 千葉マリンスタジアム
- 2005年

6月14日 IMPホール、6月15日 名古屋CLUB QUATTRO、6月17日、18日 Shibuya O-EAST、6月19日 LIQUIDROOM
- 2008年

2月5日 名古屋CLUB QUATTRO、2月6日 心斎橋CLUB QUATTRO、2月7日 DUO MUSIC EXCHANGE、2月8日 SHIBUYA-AX
ASIAN KUNG-FU GENERATION presents NANO-MUGEN FES. 2008
7月20日 横浜アリーナ
7月22日 CLUB CITTA'
- 2010年

BRITISH ANTHEMS Vol.9
4月25日 STUDIO COAST
4月26日 DUO MUSIC EXCHANGE、4月28日 心斎橋CLUB QUATTRO (バンド側のスケジュールの都合により中止)
- 2013年

SUMMER SONIC 13
8月10日 幕張メッセ、8月11日 舞洲サマーソニック大阪特設会場
8月12日 LIQUIDROOM
- 2016年

FujiRock Festival 16
7月24日 苗場スキー場
７月26日　TSUTAYA O-EAST